# KTM 1190 RC8
La KTM 1190 RC8 è una motocicletta stradale sportiva prodotta dalla casa motociclistica austriaca KTM dal 2007 al 2015.

## Descrizione
Presentata in anteprima a fine del 2007 presso l'EICMA e poi presentata ufficialmente dalla KTM ad inizio del 2008, è la prima motocicletta della casa austriaca della tipologia sportiva ad uso stradale.
Come da caratteristiche dei modelli della KTM, il motore è un bicilindrico con architettura a V di 75 gradi e la struttura del telaio è in traliccio di tubi.
In questo modello possono essere apportare molte regolazioni, oltre alle sospensioni, possono essere regolate molte altre parti sulla moto compresa la leva del freno anteriore, il pedale del freno posteriore, la leva della frizione, il manubrio, il cambio, le pedane e l'altezza della sella/controtelaio.
Nei vari cicli di produzione il motore crebbe di cubatura, passando da 1148 cm³ iniziali agli 1195 cm³ dell'ultima versione posta in produzione.

## Impiego nelle competizioni

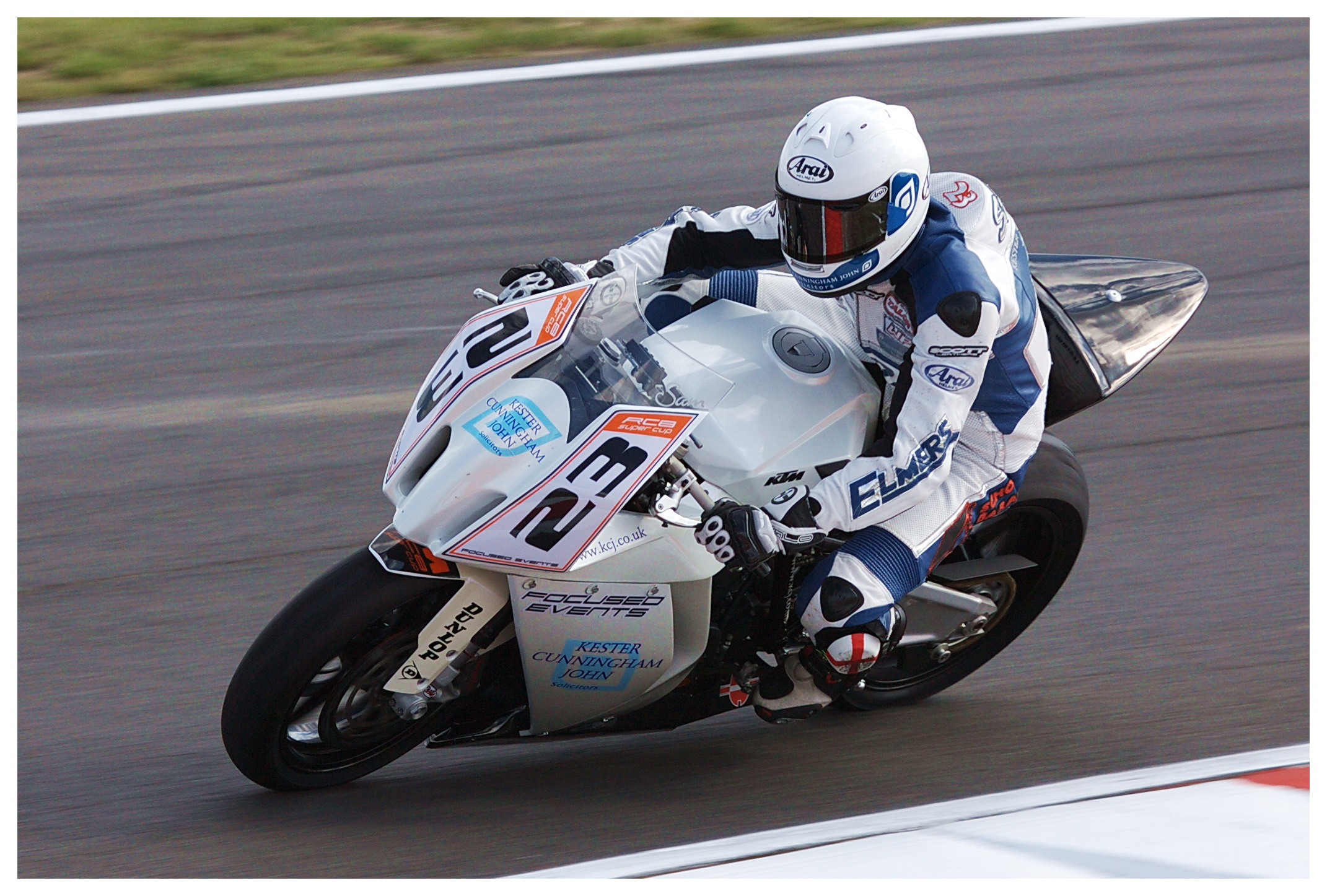
Sam Bishop nel 2009 a bordo di una KTM 1190 RC8 da competizione durante il British Superbike Championship a Snetterton

Sebbene sia stata annunciata la partecipazione di questo modello nel campionato mondiale Superbike del 2009, avvenimento che non si è mai verificato, la KTM RC8 1190 prese parte alla Superstock 1000 FIM Cup del 2008, con la moto che venne affidata al team Mähr Motorsport, che la fece guidare ai piloti René Mähr e Pauli Pekkanen. I risultati stagionali videro i due piloti ottenere dei punti solo in occasione della gara di Brands Hatch, con la KTM che chiuse sesta (ed ultima) nella classifica costruttori con 3 punti.
Nella Superstock 1000 FIM Cup del 2009 la RC8 R venne utilizzata dal team Go Eleven - PMS, peggiorando i riscontri della passata stagione, infatti la KTM non figura nella classifica costruttori in quanto i piloti che hanno usato la motocicletta (Pere Tutusaus, Nico Vivarelli e Denis Sacchetti)  non hanno ottenuto piazzamenti tali da fargli ottenere dei punti.
La stagione 2010 è la miglior in termini di piazzamenti e punti per la 1190 RC8 R nella Superstock 1000 FIM Cup, portata in pista dal team Goeleven, ottenne 39 punti nella classifica costruttori che valse alla KTM il settimo posto su otto case motociclistiche partecipanti. Il miglior piazzamento in gara è stato il settimo posto di Pere Tutusaus nella gara di Valencia, lo stesso pilota spagnolo ottenne il sedicesimo posto nella graduatoria piloti con 33 punti. Anche l'altro pilota del team Goeleven, Nico Vivarelli, ottenne diversi piazzamenti a punti, posizionandosi ventesimo nella classifica con 16 punti.
Nonostante quella del 2010 sia stata la miglior stagione per la KTM 1190 RC8, fu anche l'ultima in Superstock 1000 FIM Cup, che nelle stagioni successive non venne più schierata.
Oltre le partecipazioni di livello mondiale in Superstock 1000 FIM Cup, la KTM RC8 R vinse il campionato tedesco della Superbike nel 2011 con Martin Bauer.